# Villers-le-Château
Villers-le-Château è un comune francese di 263 abitanti situato nel dipartimento della Marna nella regione del Grand Est.

## Società

### Evoluzione demografica
Abitanti censiti